# Template (musikalbum)
Template är ett minialbum av Popsicle från 1992.

## Låtförteckning
1. Ten
2. Wonderful
3. Blow Up
4. Further
5. Loveflies
6. Never Know